# Technisches Hilfswerk

Logo de THW.

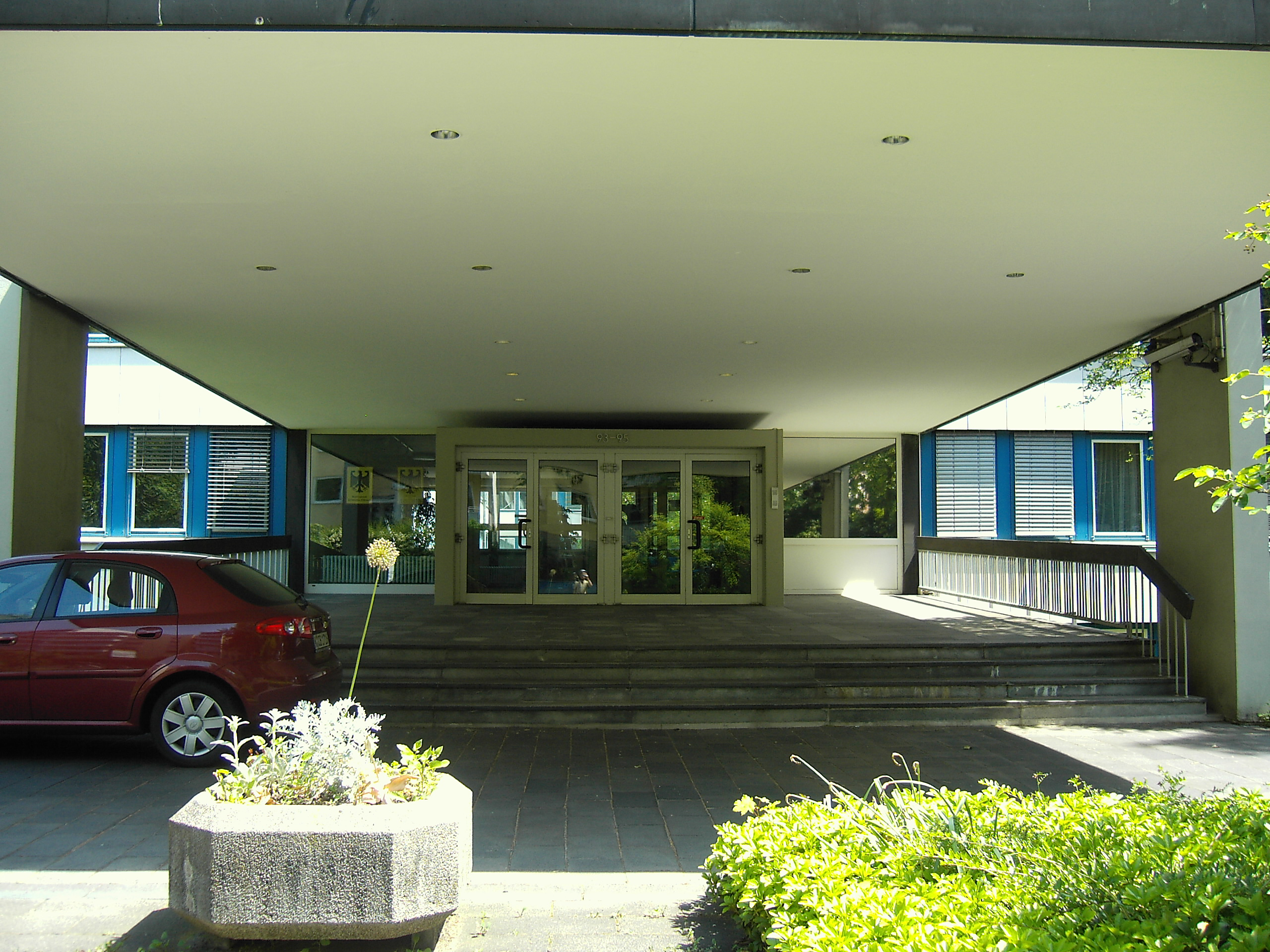
Entrada al edificio de la antigua dirección THW del BBK en Bonn.

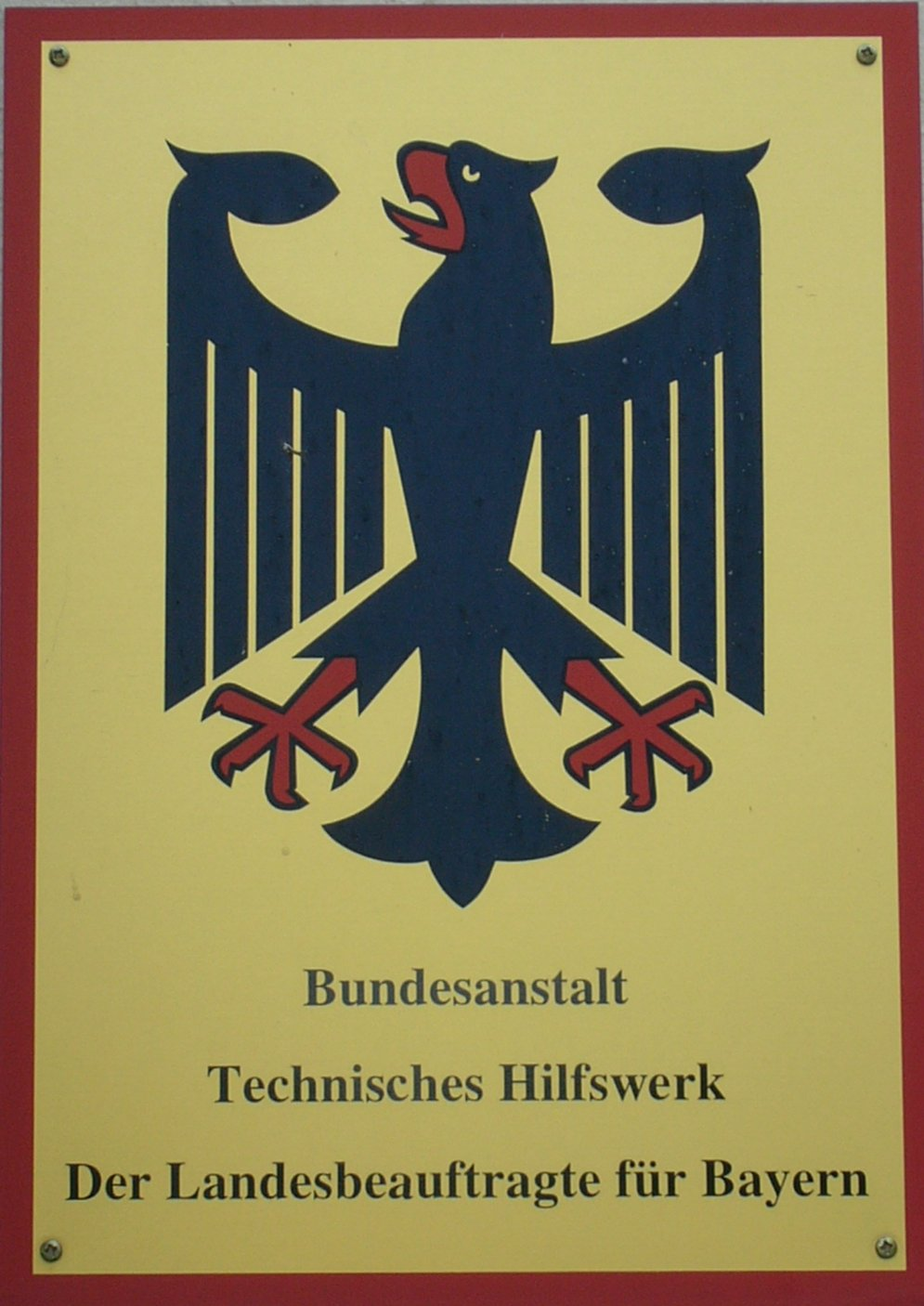
Placa Oficial (Dienststellenschild).

El servicio alemán Bundesanstalt Technisches Hilfswerk (Abreviadamente THW) es un servicio de protección ciudadana de ayuda técnica ante catástrofes. Se fundó el 22 de agosto de 1950 como una organización de Protección Civil en Alemania. El responsable de esta organización es el ministro de interior alemán y tiene su sede en Bonn-Lengsdorf, necesitan la orden directa del ministro para actuar.

## Objetivos
Las tareas permitidas para esta organización están completamente reguladas por las leyes alemanas del THW (THW-Helferrechtsgesetz).

### Protección Civil
La ayuda técnica entendida como protección civil es históricamente una de las mayores razones para la fundación de esta organización denominada THW. En caso de amenaza y ataque esta organización trabaja para la defensa y mantenimiento técnico de las personas civiles y de las empresas vitales. Además tiene como objetivo el rescate de personas en situaciones de peligro.
Por razones históricas esta organización se encuentra debajo del Ministerio de Interior y no bajo el Ministerio de Defensa, quedando muy claroque no es una organización militar, ni siquiera paramilitar.
En caso de conflicto o guerra se acogen bajo la cuarta covención de Ginebra en la que no deben ser considerados como combatientes, no les es permitido luchar y tienen el mismo nivel de sanitarios.

### Orden del Gobierno
En caso de tener la orden del gobierno alemán (Ministerio de Interior) pueden actuar con su ayuda técnica en otros países, tales como Bosnia-Herzegovina, Mostar y la ayuda a las víctimas del Terremoto del Océano Índico de 2004, Mozambique, etc.. Algunas de las ayudas técnicas se centran en poder distribuir agua potable a las poblaciones afectadas.

### Organización Descentralizada
El THW está ubicada en cada ciudad grande (suele encontrarse en cada capital de landkreis) y las operaciones de ayuda técnica pueden abarcar desde la asistencia a bomberos, cruz roja, incluso cualquier ciudad que solicita previamente ayuda en caso de peligro o catástrofe.

### Catástrofes
La THW ofrece su ayuda técnica en todo tipo de catástrofes naturales tales como: inundaciones, Terremotos, etc.

## Historia

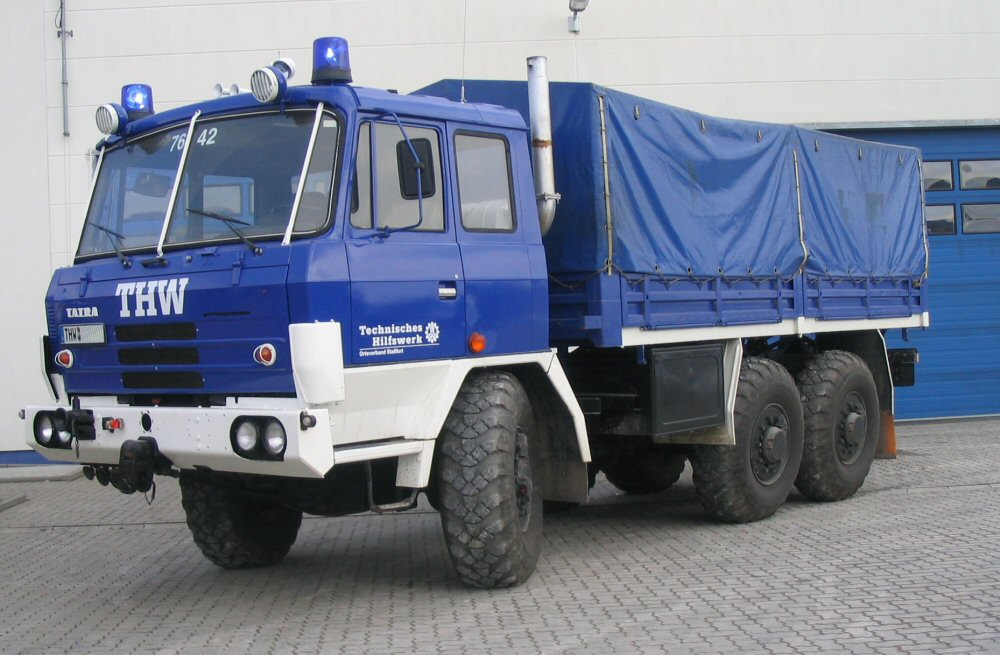
Tatra 815 como un camión de THW-Einsatzfahrzeug.

- 1919 se fundó una organización por Otto Lummitzsch que creó el concepto de ayuda técnica durante la Segunda Guerra Mundial durante los bombardeos civiles de Alemania.
- 1939 El descubrimiento de TN (Technische Nothilfe) o ayuda bajo emergencia está bajo el gobierno de la región; el concepto se aplica a las fábricas e instalaciones de gran importancia.
- 1950 Fundación del THW.
- 1953 el THW se pone mediante ley alemana debajo del Ministerio del Interior.
- 1984 Se pone parcialmente independiente.
- 1986 Fundación del Schnelleinsatzeinheit Bergung Ausland (SEEBA).
- Desde el 1993 es el THW autónomo pero dependiente sólo del Ministerio del Interior.
- 1994 se remarca la ayuda técnica como fundamento de su régimen de operaciones.
- 2004 Fundación de la Schnelleinsatzeinheit Wasserversorgung Ausland (SEEWA).
- 2006 Debido a la reunificación de Alemania el THW ha tenido la posibilidad de reunificarse en Gotha.
- 2005–2006 Fundación de Spezialeinheit Bergen in ABC Lagen (SEB-ABC).

## Organización

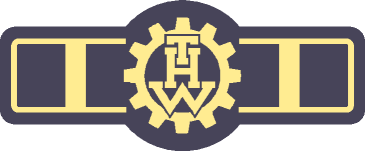
Charretera típica de los uniformes del THW.

El THW tiene cerca de 80.000 voluntarios, donde hay casi 15.000 jóvenes que son miembros del THW-Jugend (Juventudes del THW) y cerca de 860 trabajadores.

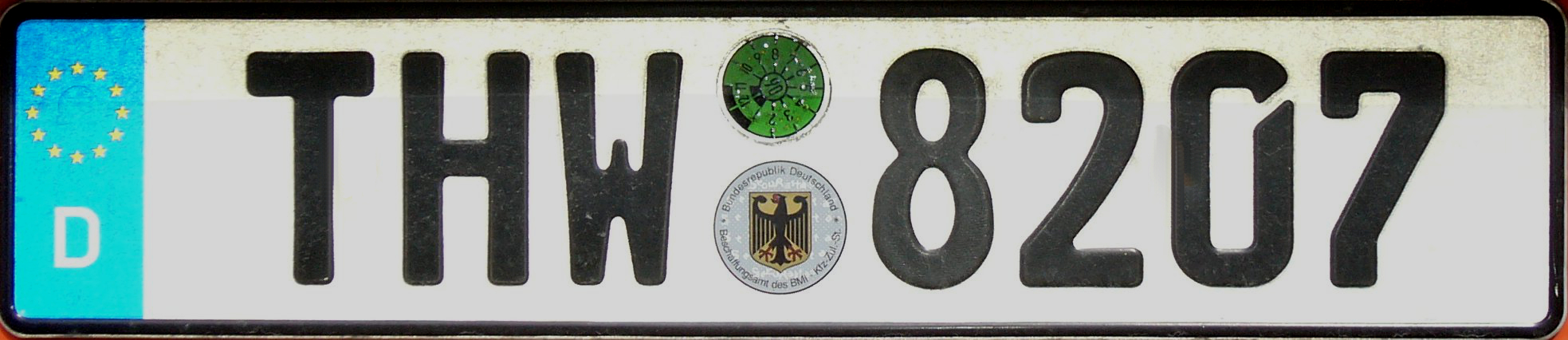
Matrícula del THW en los vehículos

El servicio militar era obligatorio en Alemania hasta ser derogado en julio de 2011. En lugar de unirse al ejército durante nueve meses, una de las alternativas era unirse a una organización de voluntarios no combatientes dentro de la "Katastrophenschutz" o "Zivilschutz" durante un mínimo de seis años.
Medios materiales
La infraestructura asociada a la THW es muy amplia y está bien entrenada durante los intervalos que hay entre catástrofes, suele estar compuesta de medios de transporte móviles de color característico azul, todos ellos poseen una matrícula propia que le identifica. La idea es poder ser los primeros en la intervención civil, para ello poseen gran número de camiones, coches y medios de transporte diversos que movilizan en total gran cantidad de sistemas técnicos de ayuda ante catástrofes, tales como depuradoras, equipos electrógenos, tiendas de campaña e instrumentación diversa de índole técnico.

## Literatura
- Gernot Wittling: Bevölkerungsschutz im 21. Jahrhundert. Verlagsgesellschaft Stumpf & Kossendey, Edewecht 2001, ISBN 3-93-275066-7
- Gernot Wittling (Hrsg.): Wir Helfen. Das THW - Gestern - Heute - Morgen. Eigenverlag des THW, Bonn 2000, ISBN 3-00-006667-5
- Leitung der Bundesanstalt Technisches Hilfswerk: THW-Jahresbericht. Jährlich herausgegeben im Eigenverlag des THW
- Bundesamt für Bevölkerungsschutz und Katastrophenhilfe (Hrsg.): Bevölkerungsschutz. Magazin für Zivil- und Katastrophenschutz. Vierteljährlich erscheinende Zeitschrift (online como Versión-PDF contenido)
- Bundessekretariat der THW-Jugend e.V.: Jugend-Journal. Das THW-Jugendmagazin. Halbjährlich erscheinende Zeitschrift (online als PDF-Version Archivado el 10 de marzo de 2007 en Wayback Machine. erhältlich)